# Vanda javierae
Vanda javierae är en orkidéart som beskrevs av Danny Tiu, Hans Fessel och Emil Lückel. Vanda javierae ingår i släktet Vanda och familjen orkidéer. IUCN kategoriserar arten globalt som starkt hotad.
Artens utbredningsområde är Filippinerna. Inga underarter finns listade i Catalogue of Life.